# Брага, Энрико
Энрико Брага (итал. Enrico Braga; 1841, Тичино — 1919) — итало-швейцарский скульптор, работавший в Милане и в Санкт-Петербурге. 

## Биография
Родился в кантоне Тичино. В юности переехал в Милан, где получил образование скульптора в Академии Брера. В дальнейшем активно выставлял свои скульптуры на различных выставках. Так, на Национальной выставке изящных искусств в Турине 1880 года он представил  целый ряд скульптур, в том числе «Клеопатру». «Клеопатра», которую современники воспринимали, как скульптурное воспроизведение фигуры с картины Жерома, стала одной из самых известных работ художника. В 1876 году, на выставке в Филадельфии, Клеопатра стала частью оформления египетского зала. В 1878 году в Париже Энрико Брага выставлял её вместе со скульптурой «Вакх» («Бахус»).
На Римской выставке 1883 года Брага представил две женские фигуры: «Дочь моря» и «Мечту». Памятник Гарибальди работы Браги был установлен в итальянском городе Новара (памятник сохранился).
Энрико Брага был членом-корреспондентом (ассоциированным членом) Королевской академии изящных искусств Милана.  В 1800-е годы работал в Санкт-Петербурге, где получил звание почётного вольного общника Императорской академии художеств, и в том же году подарил Академии свою скульптуру «Вакх». В Российской империи выполнил бюсты царя Александра III и других членов императорской фамилии.
Скончался в Милане в 1919 году.

## Галерея

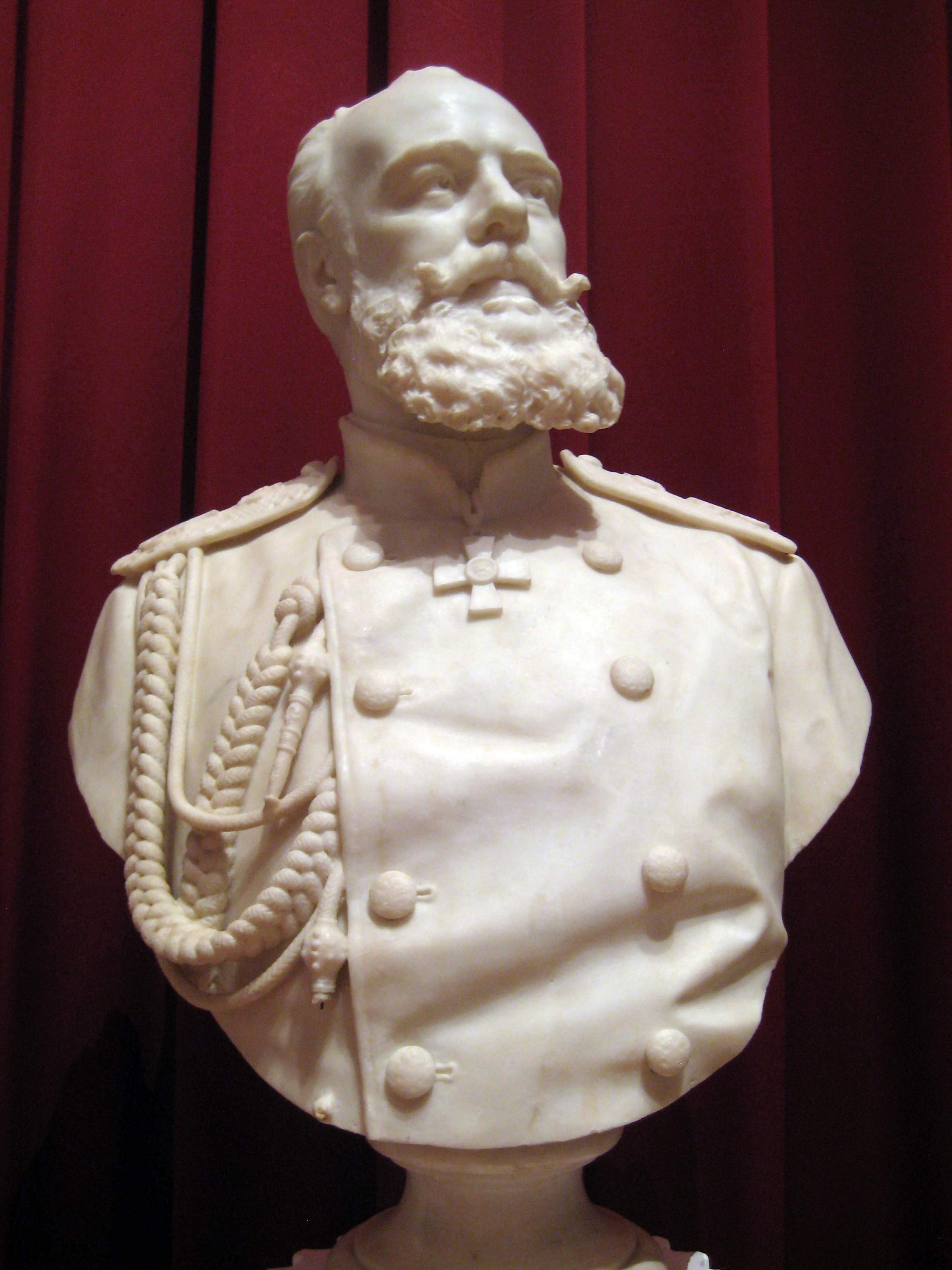
Бюст царя Александра III в 2012 году на выставке в Москве.
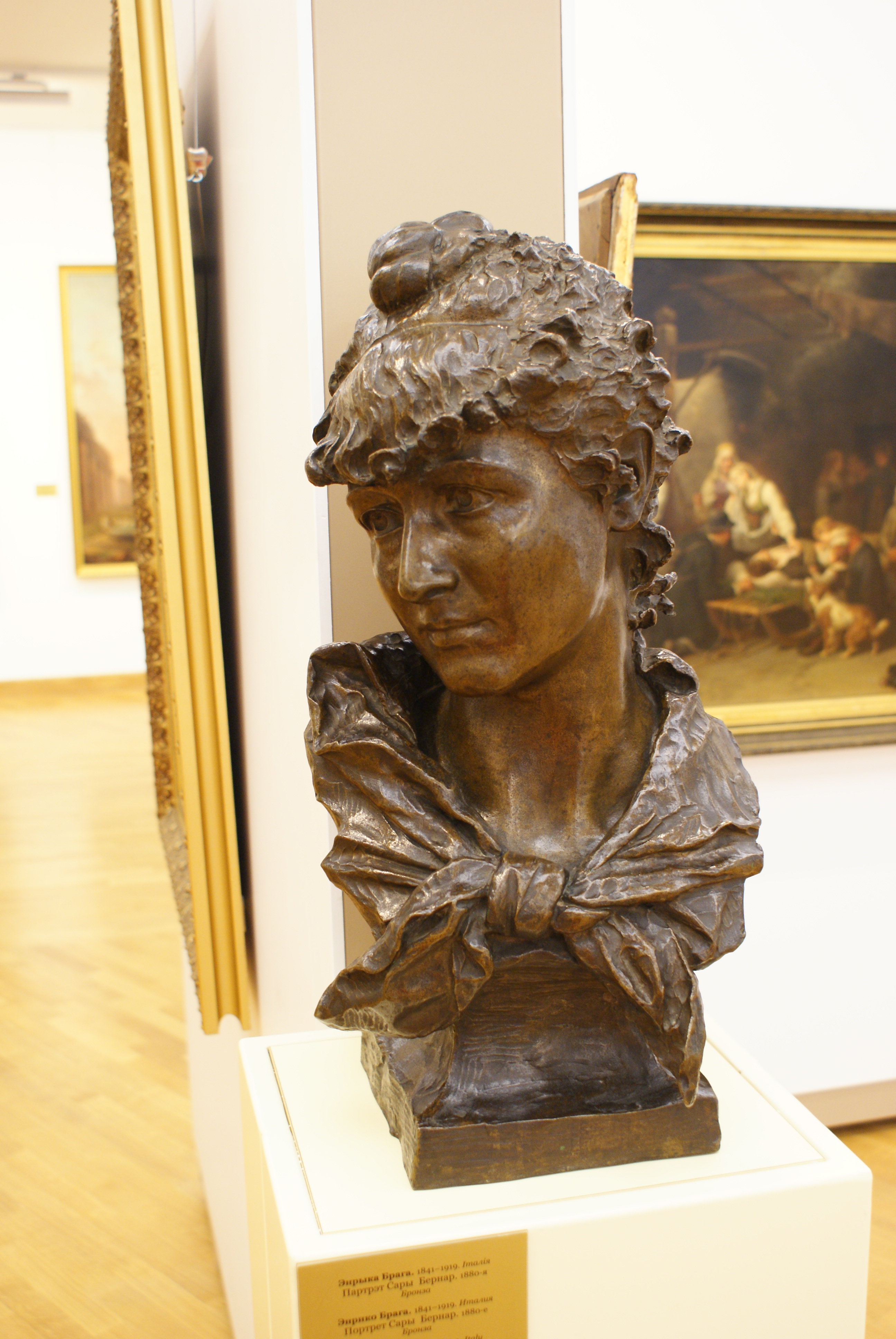
Бюст Сары Бернар. Национальный художественный музей Республики Беларусь
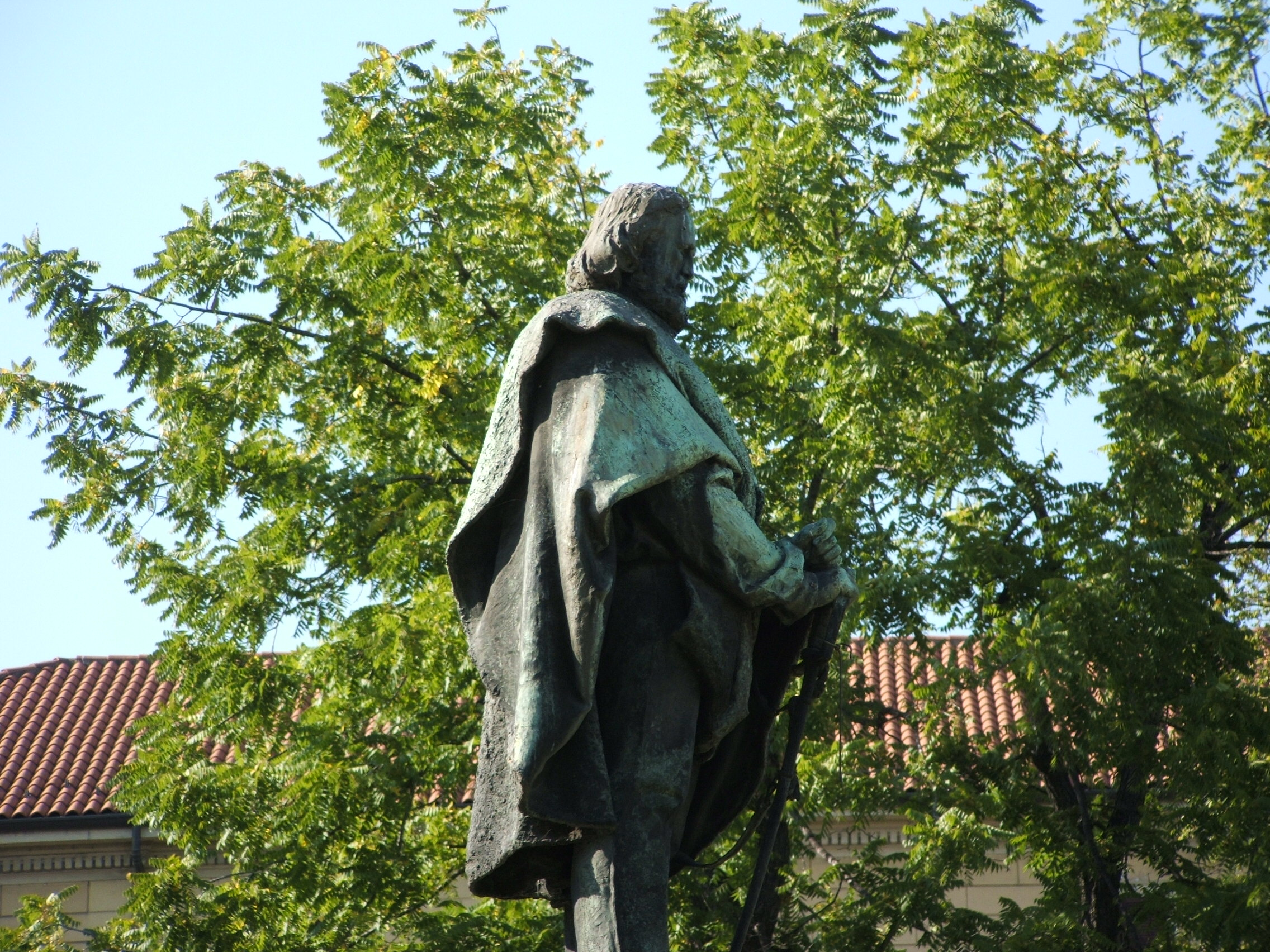
Памятник Джузеппе Гарибальди. Город Новара, Италия.